# Chris van den Dungen
Chris van den Dungen (Den Bosch, 8 augustus 1959) is een Nederlands voormalig voetballer. Van den Dungen begon zijn voetballoopbaan bij de amateurs van TGG. Daar werd hij gescout door buurman FC Den Bosch. Naast FC Den Bosch speelde hij onder meer voor Willem II, AZ'67, Vitesse, Helmond Sport en TOP Oss.
Na zijn spelersloopbaan werd hij trainer in het amateurvoetbal. Hij trainde in de jeugd van FC Den Bosch en was hoofdtrainer van Sint-Michielsgestel, RKDVC, Meerkerk, UDI '19 en Brabantia. Van de Dungen was tussen 1996 en 2010 project manager bij Interprojekt Beheer en Office2start. Vanaf 2011 werkzaam bij Certitudo Capital als asset manager en sinds 2013 in de functie van commercieel directeur project ontwikkeling.